# Liste der Erzbischöfe von Reggio Calabria
Die folgenden Personen waren Bischöfe und Erzbischöfe von Reggio Calabria (Italien):
- 4. Jh. Heiliger Stephanus von Nicäa
- –590 Lucius
- 590–603 Bonifatius
- 604–646 Cristophorus
- 646 – Johannes I.
- 679 – Johannes II.
- Cirillo
- 787 – Costantino
- 800–820 Ipazio
- 821–840 Johannes III.
- 869–879 Leon
- 901 – Johannes IV.
- 902–916 Heiliger Eusebius I.
- 916–924 Stefan I.
- 924–940 Leon
- 940–959 Doroteo
- 959–980 Teofilatto
- 982–1000 Eusebius II.
- 1001–1013 Nicomede
- 1013–1030 Leone Grammatico
- 1030–1044 Nicola
- 1044–1052 Stefan II.
- 1052–1059 Johannes V.
- 1059–1078 Basilio
- 1078–1082 Arnolfo
- 1082–1089 Guglielmo I.
- 1090–1111 Rangerio
- 1111–1118 H. Henricus
- 1118–1122 Rodolfo
- 1122–1124 Bernardo
- 1124–1146 Guglielmo II.
- 1146–1170 Ruggero
- 1170–1182 Tommaso
- 1182–1194 Giraldo Ieromonaco
- 1194–1199 Giacomo di Reggio
- 1217–1234 Landone
- 1234–1251 R. Rainaldo
- 1252–1259 Vernacio
- 1259–1277 Giacomo
- 1279–1296 Gentile
- 1296–1302 Pietro, O.F.M.
- 1302–1316 Tommaso Ruffo
- 1316–1320 Guglielmo Logoteta
- 1321–1328 Pietro Osa
- 1328–1354 Pietro de Galganis
- 1354–1364 Filippo Castigiol Morelli
- 1364–1371 Carlo de Comite Urso
- 1372–1381 Tommaso della Porta
- 1381–1404 Giordano Ruffo
- 1404–1420 Pietro Filomarini
- 1421–1426 Bartolomeo Gattola
- 1426–1429 Gaspare Colonna
- 1429–1437 Paolo di Segni
- 1440–1149 Guglielmo Logoteta
- 1449–1453 Angelo de Grassis
- 1453–1490 Matteo Ricci
- 1491–1495 Marco Miroldi
- 1497–1506 Pietro Kardinal Isvales
- 1506–1512 Francesco Isvales
- 1512–1520 Roberto Latino Orsini
- 1520 – Agostino Trivulzio (Administrator)
- 1520–1523 Pietro Trivulzio (Administrator)
- 1523–1529 Agostino Trivulzio
- 1529–1535 Girolamo Centelles
- 1535–1537 Agostino Trivulzio
- 1537–1557 Agostino Gonzaga
- 1560–1592 Gaspare Ricciullo Del Fosso
- 1593–1638 Annibale D’Afflitto
- 1644–1658 Gaspare de Creales Arce
- 1660–1674 Matteo di Gennaro
- 1675–1695 MartinoYbanes y Villanueva
- 1696–1726 Giovan Andrea Monreale
- 1727–1753 Damiano Polou
- 1757–1760 Domenico Zicari
- 1761–1766 Matteo Testa Piccolomini
- 1767–1792 Alberto Maria Capobianco
- 1797–1814 Bemardo Maria Cenicela
- 1818–1826 Alessandro Tommasi
- 1828–1829 Emmanuele Bellorado
- 1829–1835 Ciampa Leone
- 1836–1855 Pietro di Benedetto
- 1855–1871 Mariano Ricciardi
- 1871 – Francesco Saverio Basile
- 1872–1888 Francesco Converti
- 1888–1908 Gennaro Kardinal Portanova
- 1909–1926 Rinaldo Camillo Rousset, O.C.D.
- 1927–1937 Carmelo Pujia
- 1938–1943 Enrico Montalbetti
- 1943–1950 Antonio Lanza
- 1950–1977 Giovanni Ferro, C.R.S.
- 1977–1990 Aurelio Sorrentino
- 1990–2013 Vittorio Luigi Mondello
- 2013–2021 Giuseppe Fiorini Morosini OM
- seit 2021 Fortunato Morrone